# Amanayé
Amanayé (Amanaié, Amanagé, Amanajé, Manajé, Manaié).- pleme američkih Indijanaca s gornjeg toka rijeke Capim u brazilskoj državi Pará. Jedan njihov dio uz rijeku Ararandeua poznat je kao Ararandeuara. Danas ovi Indijanci žive na Área Indígena Amanayé (muinicipij Săo domingos do Capim), utemeljenim 1945. za grupu od 200 nepacifiziranih pripadnika plemena. U kontakt s Europljanima dolaze još u XVIII st. Godine 1911. ima ih 300, da bi im 1990. broj spao na 66. Jezično i kulturno integriraju se u Portugalce (Brazilce). Jezično Amanayé su srodni plemenima Anambé i Turiwara (?), porodica Tupian.

## Povijest
Amanaye su porijeklom Tupi s rijeke Pindaré.  Ovdje, zna se ostaju nekoliko godina. Godine 
1755. stupaju u kontakt s Ocem davidom Fay-om, misionarom među Guajajara Indijancima, njihovim neprijateljima,  i naseljavaju se s njima u istom selu. Uskoro potom, dio miroljubivih Amanaya dolazi na rijeku Alpercatas, na granicu država Maranhão and Piauí, i naseljava se u Santo Antônio. Godine 1815. ostade tek njih 20, pomiješavši se s crncima. Ostala grupa s rijeke Alpercatas nastavlja migraciju duž rijeke Parnaíba stigavši 1763. u Piauí. Što se poslije s njima dogodilo nije poznato. 
U 2. polovici 19. stoljeća Amanayé s Pindaré u Gurupija gdje ih posječuje putnik Gustavo Dodt, 1845. dolaze pod utjecaj Diretorias Parciais, čija je lokalna administracija iskorištavala kao ‘poslušne’ I jeftine radnike. Ovo je ipak 1889. ukinuto. Amanaye kasnije čine enklavu na teritoriju Tembé Indijanaca, podijelivši se u 3 sela duž rijeke Caju-Apará, jednu od rijeka što će činiti Gurupi. Tu ih bijaše oko 300 ili 400. U isto vrijeme, drugi Amanayé nalaze se na rijekama Moju i Capim, ovi pak dolaze u sukob sa zemljovlasnicima. I ovdje naiđoše na Tembé koji su migrirali iz Pare. Amanayé su bili 'aldeadosi' na misiji Anauéra ili São Fidélis, ali su zbog nepokornosti bili odvojeni od Tembé i Turiwara.
Godine 1873. ubiše oni seoskog misionara Cândido de Heremence, i belgiskog inženjera kojemu se dogodi da se onda nađe na tom mjestu. Osveta naravno mora uslijediti, pa Amanaye izbjegoše u područje rijeke igarapé Ararandeua. Ovdje oni počinju identificirati sebe kao Ararandeuara ili Turiwara, krijući tako identitet.
Oni Amanayé što ostadoše na misiji ne miruju. Godine 1880. ubiše grupu Indijanaca Tembé i Turiwara. Incident natjera predsjednika provincije Pará da naoruža ‘krotke’ Indijance kako bi se zaštitili od napada ratobornih Amanayéa. Njih je potrebno potpuno odvojiti od ostalih grupa, no Amanaye su sami separirali iz tog područja u izvorišne krajeve Capima. Poslije se krajem 19. stoljeća o njima čulo samo iz zapisa nekoliko etnologa koji su posjetili taj kraj. 
Pred kraj 19. stoljeća još ima Amanayea u području Capima i Ararandeue. Plemenom Ararandeuara kraem 19. stoljeća počinje vladati neka mulatkinja Damásia, spominje se kao njihov vođa sve do 1930.-tih godina. Tih godina Ararandeuare broje oko 300 duša, raštrkanih u 4 sela. Godine 1941. tamo se nešto dogodilo, napad, prema SPI dokumentima: nepacifizirani Amanaye iz područja rijeka Surubiju i Carandiru napali su pleme s rijeke Capim. Ararandeuare se spominju 1942. i govori se da ih je preostalo 17, većinom pomiješani,  vodi ih Damásijin sin. Spominju se i lutajući Indijanci s rijeke Garrafão, slabo poznata pritoka Ararandeue.  
Tek godine 1945. grupa od 200 nepacifiziranih Amanayea dobiva svoj rezervat. Ostala je i grupa na rijeci Moju koja sebe identificira kao Ararandeuara, tako kaže Lange koji 1914. etnografski opisuje Amanaye. Godine 1926. Nimuendajú nalazi lokalnu grupu s istiom oznakom Ararandeuara na mjestu Munduruku. Indijanci s rijeke Cairari, koje 1943. također posječuje Nimuendajú, identificira se kao Amanayé i Turiwara, ali su oni možda podgrupa Anamba. Godine 1950. Amanayé nastavljaju živjeti duž rijeke Candiru-Açu, unutar rezervata. Njih posječuje sertanista (ekspert za kontaktiranje s Indijancima) João E. Carvalho koji je zaokupljen SPI-jevom pacifikacijom Urubu Indijanaca .Godine 1976. još je preostal onajmanje 10 članova raštrkane grupe između Ararandeue i Surubiju-e. 

## Etnografija
Obitelji Amanayéa su nuklearne (jezgrovne), kuće izolirane i oružene vrtovima (roças; obrađena polja), učinjene danas načinom pau-a-pique (oplesti-i-premazati), razlikuju se od obitelji do obitelji, ali se domaćinski posao vrti oko kuhinje s peći na drva. Za goste također postoji dnevni boravak. Do kuće se nalazi i casa de farinha  (mlin za brašno).
Amanayé su udaju između 15.-te i 18.-te godine, u to doba često nose svoje prvo dijete, ono je na ‘sisi’ do svoje prve godine, ali se već nakon 2 mjeseca počinje hraniti i s carimã (maniokinim brašnom) i croeira.
Selo na Terra Indígena Saraua ima 6 kuća s dvanaest obitelji i 72 člana. Godine 2002. popisano ih je 87.

## Rezervati
- Danas žive na reuervatima Terra Indígena Amanayé, Terra Indígena Barreirinha i Terra Indígena Saraua u općinama Goianésia do Pará, Paragominas i Ipixuna do Pará.

## Vanjske poveznice
- Amanayé  Arhivirana inačica izvorne stranice od 14. prosinca 2004. (Wayback Machine)